# Вајосина (Висконсин)
Вајосина (енгл. Wyocena) град је у америчкој савезној држави Висконсин.

## Демографија
По попису из 2010. године број становника је 768, што је 100 (15,0%) становника више него 2000. године.
| Група             | 2000.       | 2010.       |
| Белци             | 647 (96,9%) | 743 (96,7%) |
| Афроамериканци    | 1 (0,1%)    | 1 (0,1%)    |
| Азијати           | 9 (1,3%)    | 2 (0,3%)    |
| Хиспаноамериканци | 8 (1,2%)    | 15 (2,0%)   |
| Укупно            | 668         | 768         |